# Vodní nádrž Mariánské Lázně
Vodní nádrž Mariánské Lázně je nejstarší přehrada se zděnou hrází v Česku. Leží 2 km severně od stejnojmenného města. Nachází se v Maxově údolí na Úšovickém potoce. Vodní dílo je součástí vodohospodářské soustavy Podhora – Mariánské Lázně. Okolí tvoří husté lesy. Vodní dílo je spravováno státním podnikem Povodí Ohře a z důvodu ochrany vodního zdroje nejsou hráz ani její okolí přístupné.

## Stavba
Podnět ke stavbě dal roku 1883 mariánskolázeňský radní Wenzel Lerchel. Důvodem byly stoupající nároky na odběr vody během lázeňské sezóny. Návrh vypracoval roku 1884 profesor pro inženýrské vědy na německé technice v Praze Andreas Rudolf Herlacher. Stavbu provedla v letech 1894 až 1896 pražská firma inženýra Karla Kresse. Vodní dílo bylo uvedeno do provozu v roce 1896. Hráz tvořilo kyklopské zdivo ze syenitových kvádrů zděných na maltu. Stabilitu zvyšoval zemní násyp na návodní straně. Krátce po dokončení se však ukázalo, že objem nádrže je nedostatečný. V roce 1906 byl proto vypracován návrh na navýšení a rozšíření hráze a její zasypání po obou stranách až po korunu. Roku 1912 byla hráz zvýšena o 3 m a z obou stran až po korunu přisypána. K dalšímu předpokládanému zvýšení již nedošlo. Po skončení prací roku 1912 pojalo vodní dílo 278 000 m3 vody. V této podobě sloužilo do šedesátých let 20. století, kdy bylo rozhodnuto o zvýšení přívodu vody přečerpáváním z vodní nádrže Podhora a nádrž prošla celkovou rekonstrukcí.

## Účel
Hlavní funkcí nádrže je zásobování města Mariánské Lázně pitnou vodou. Vedlejším účelem je částečná ochrana území pod hrází před povodněmi. V obdobích nedostatku vody může být nádrž doplňována vodou z vodního díla Podhora.

## Hydrologické údaje
Vodní nádrž shromažďuje vodu z povodí o rozloze 3,33 km², ve kterém je dlouhodobý roční průměr srážek 817 milimetrů. Průměrný roční průtok je 0,04 m³/s a neškodný odtok dosahuje 1 m³/s.
| N             | 1   | 5   | 10  | 50  | 100  |
| ------------- | --- | --- | --- | --- | ---- |
| Průtok (m³/s) | 1,5 | 3,9 | 5,2 | 9,3 | 11,4 |